# Бели (Мон де Марсан)
Бели (фр. Bélis) насеље је и општина у југозападној Француској у региону Аквитанија, у департману Ланд која припада префектури Мон де Марсан.
По подацима из 2011. године у општини је живело 156 становника, а густина насељености је износила 7,62 становника/km². Општина се простире на површини од 20,46 km². Налази се на средњој надморској висини од 85 метара (максималној 111 m, а минималној 62 m).

## Демографија
| 1962. | 1968. | 1975. | 1982. | 1990. | 1999. | 2011. |
| ----- | ----- | ----- | ----- | ----- | ----- | ----- |
| 182   | 227   | 170   | 150   | 128   | 137   | 156   |

График промене броја становника у току последњих година